# Paul-Louis Delance
Paul-Louis Delance né le 14 mars 1848 à Paris, ville où il est mort le 16 octobre 1924, est un peintre français.

## Biographie

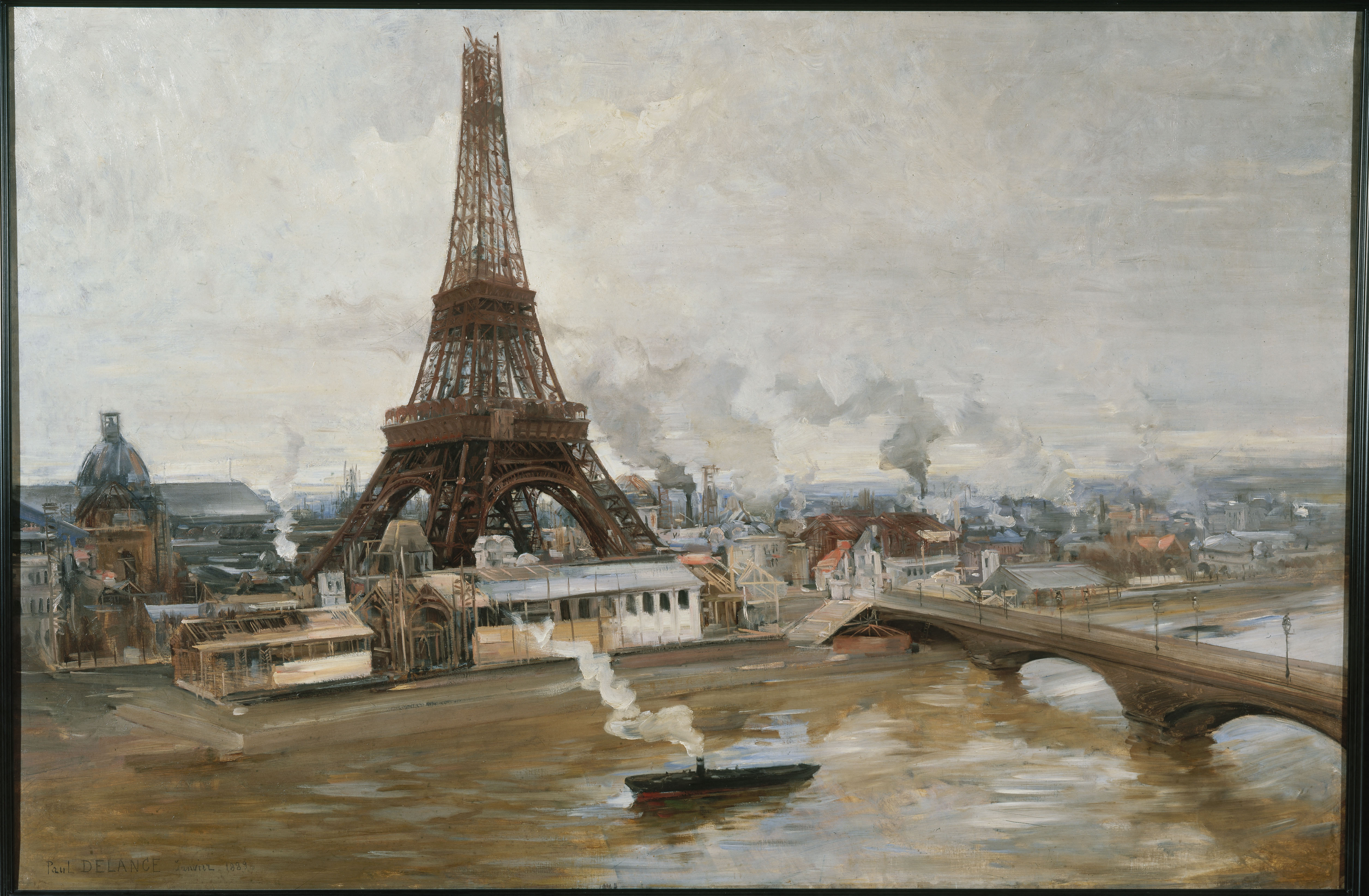
La Tour Eiffel et le Champ-de Mars en janvier 1889 (1889), Paris, musée Carnavalet.

Élève de Jean-Léon Gérôme et de Léon Bonnat à l'École des beaux-arts de Paris, Paul-Louis Delance mène d'abord une carrière en bénéficiant de commandes de l'État sous la Troisième République.
Artiste prolifique, il participe au Salon des artistes français. Il obtient en 1880 une mention honorable et devient sociétaire du Salon. Il présente Louis XVI et Parmentier au Salon de la Société nationale des beaux-arts de 1880. En 1881, il reçoit une médaille de 3e classe pour son tableau Le Retour du drapeau, inspiré d'un poème de Paul Déroulède. En 1885, il présente au Salon des artistes français Le Banc des nourrices à l'orphelinat de Saint-Valéry. Le tableau de La Légende de Saint Denis lui vaut en 1888 la médaille de 1re classe. L'année suivante, c'est La Tour Eiffel et le Champ-de Mars en janvier 1889 (Paris, musée Carnavalet) qui lui permet d'obtenir une médaille de bronze.
De 1889 à 1892, il réalise de nombreuses esquisses pour la décoration du salon d'entrée, de la salle à manger et du cabinet du préfet de l'hôtel de ville de Paris et pour la décoration du tribunal de commerce de Paris. Deux de ses tableaux sont toujours présents au tribunal de commerce de la Ville de Paris : Les Nautes et Saint-Louis rendant visite à Boileau, prévôt des marchands et auteur d’un ouvrage sur les corporations (1894),.
Il brosse de nombreux tableaux représentant des femmes élégantes, mais a aussi traité des scènes historiques montrant son engagement républicain et socialiste dans une veine naturaliste, comme Le Retour du drapeau ou Le Dimanche 4 septembre 1870, Jules Simon proclame la République sur la place de la Concorde, L'Entrée d'une mine (estampe) et La Grève à Saint-Ouen (1908, Paris, musée d'Orsay).
Il épouse Julie Feurgard, jeune femme peintre qui fut aussi son élève. Elle évolue avec les femmes peintres de son époque, elle aura entre autres comme amie et condisciple Louise Breslau qui fera son portrait en 1886 intitulé Sous les pommiers. Elle est une jeune peintre douée, à partir de son mariage elle signera ses toiles Julie Delance-Feurgard (1859-1892).
Paul Delance et Julie Feurgard eurent une fille, Alice (1888-1973), qui ne connut pas longtemps sa mère Julie qui meurt peu de temps après sa naissance.
La mort de sa femme, en 1892, va entraîner un changement dans ses sujets. Il abandonne les tableaux histoires pour le paysage, le portrait et la peinture religieuse.
Entre 1895 et 1899, il réalise l'important décor du chœur de l'église Notre-Dame d'Oloron-Sainte-Marie sur le thème de la vie de la Vierge. Dans l'axe de l'abside, il peint le Couronnement de la Vierge pour la voûte en cul-de-four.
À la fin de sa vie, il s'oriente vers l'intimisme avec des tableaux comme Rêverie, Les Trois Âges, en 1897, ou le Bonheur perdu en 1905. En 1913, il présente La Rencontre du Divin Maître au Salon de la Société nationale des beaux-arts.
Paul-Louis Delance est nommé chevalier de la Légion d'honneur le 17 janvier 1908.
Il meurt le 16 octobre 1924 à son domicile au 7, rue Bausset dans le 15e arrondissement de Paris et est inhumé au cimetière de Passy (4e division).
Alice Delance, sa fille vivra dans la maison atelier de son père à Paris dans le 15e arrondissement jusqu'à sa mort dans les années 1970[réf. nécessaire].
En 2012, une monographie et un catalogue raisonné voué à sa vie et son œuvre ont été effectués par Bérengère Lépine dans le cadre de ses études.

Œuvres de Paul-Louis Delance à l'église Notre-Dame d'Oloron-Sainte-Marie
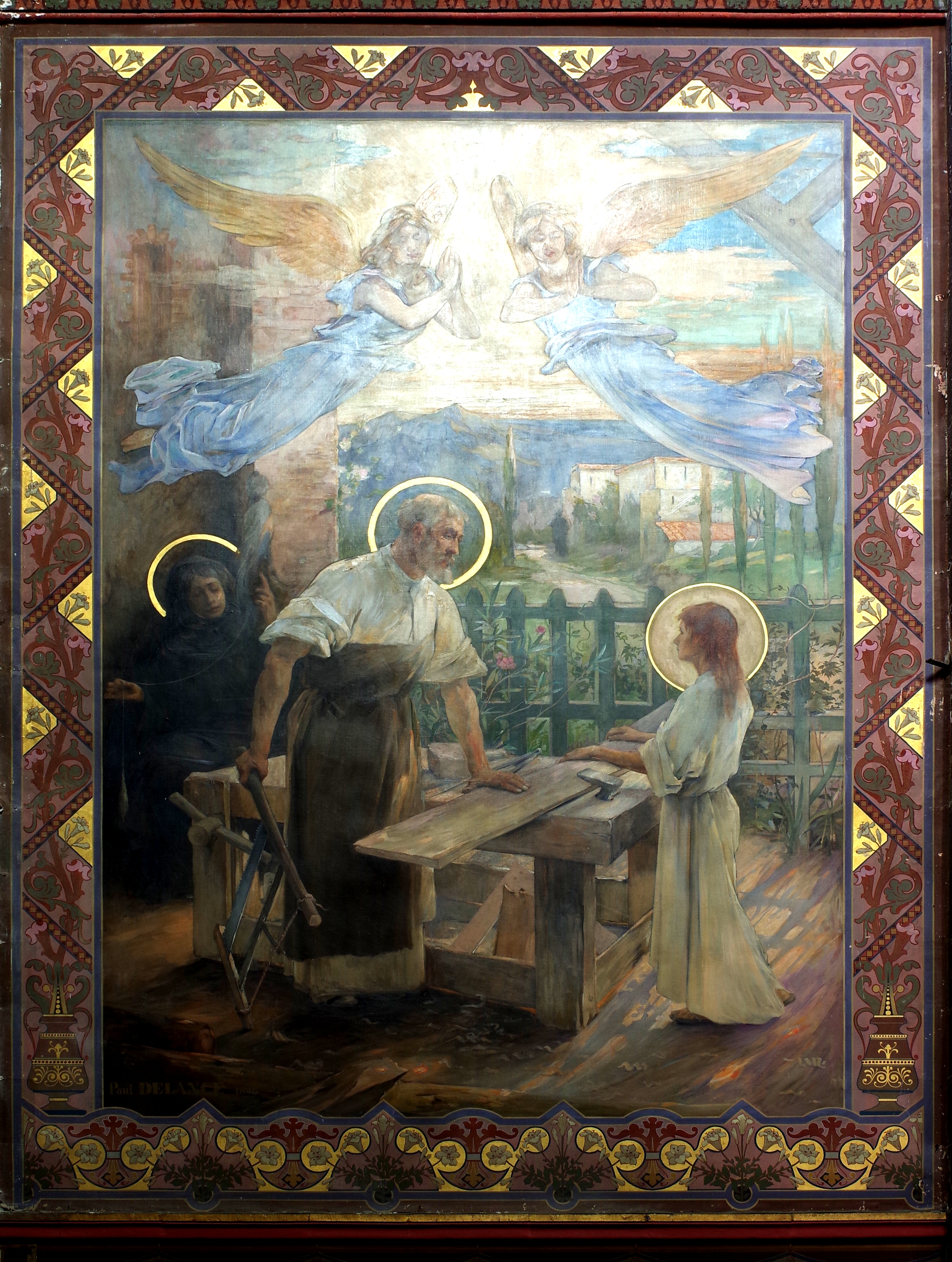
Atelier de Nazareth
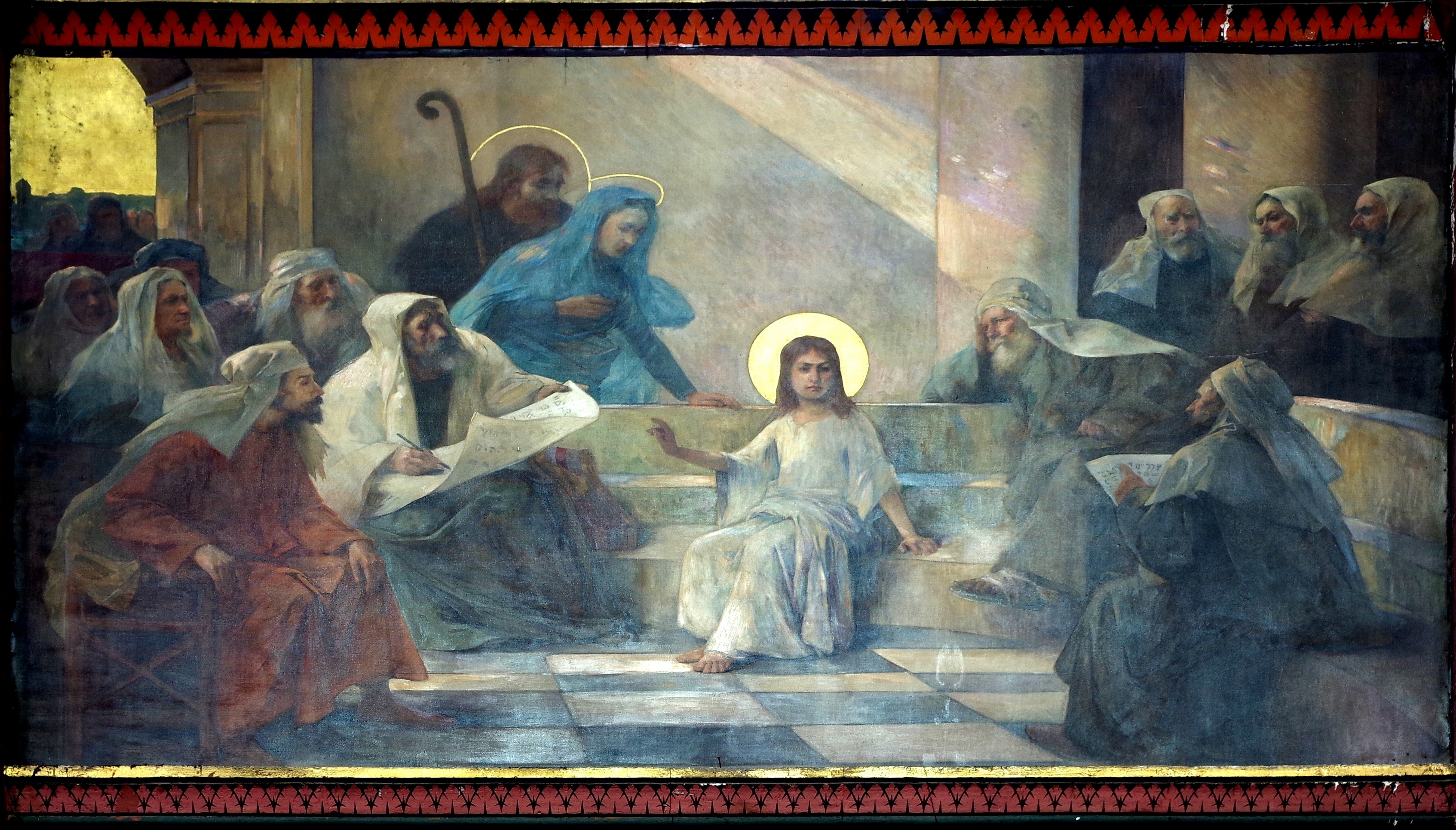
Jésus et les docteurs
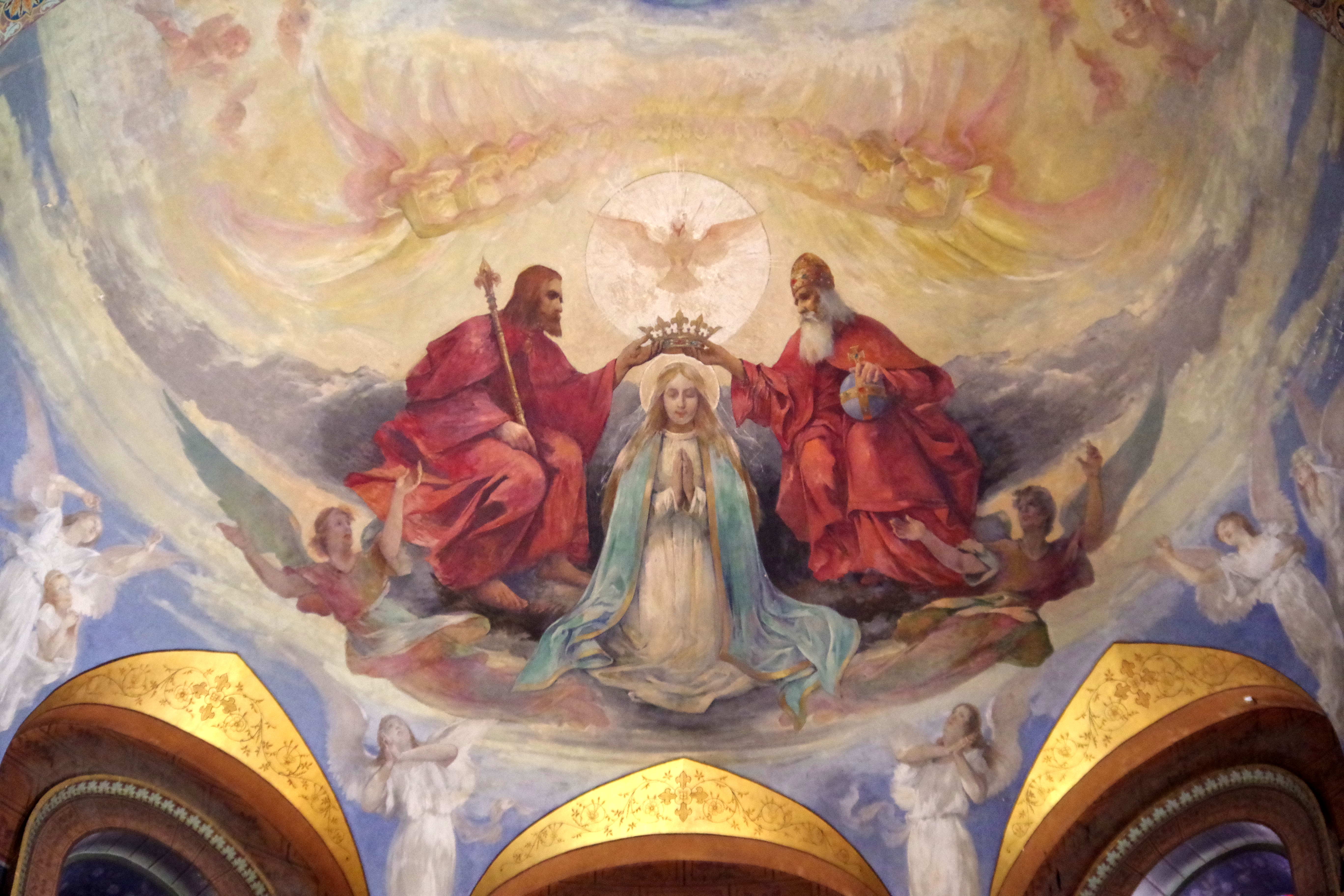
Couronnement de la Vierge
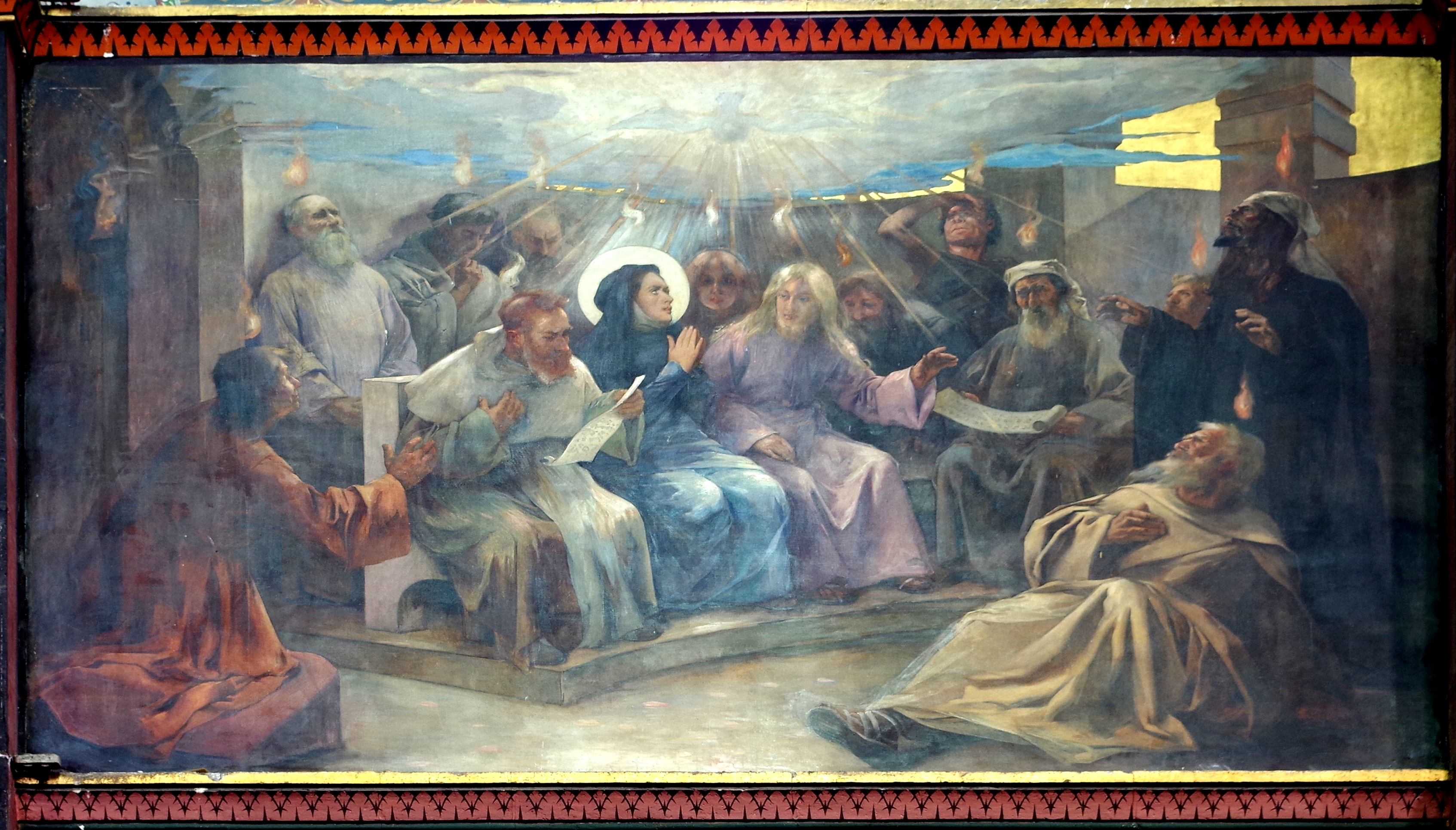
Pentecôte
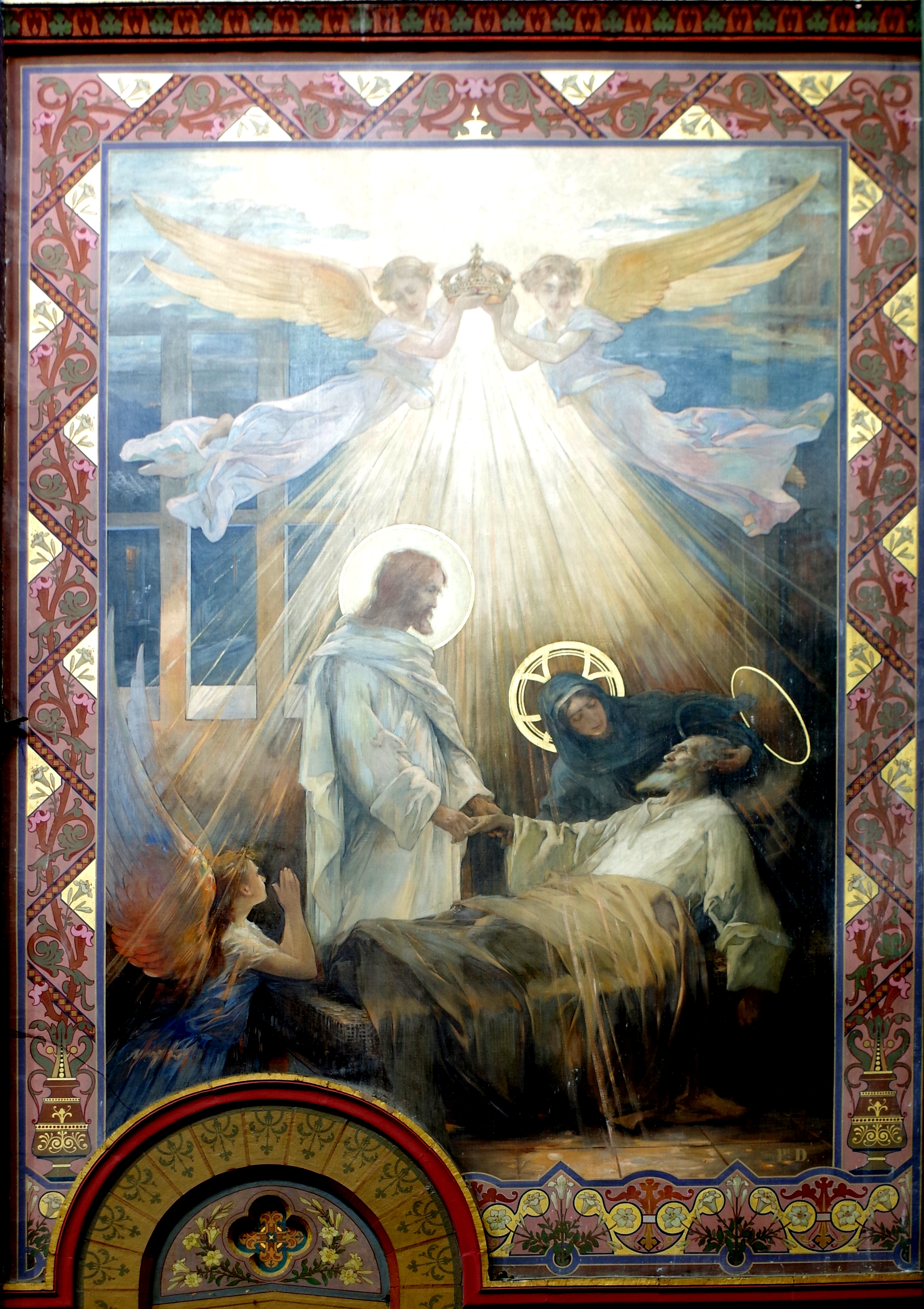
La Mort de saint Joseph